# Aeroportul Wuzhou Xijiang
Aeroportul Wuzhou Xijiang (IATA: WUZ, WUZ, ICAO: ZGWZ) este un aeroport din Teng County⁠(d), Wuzhou⁠(d), Guangxi, Republica Populară Chineză ce deservește zona Wuzhou⁠(d). Aeroportul a fost tranzitat în 2022 de 96.125 de pasageri. A fost numit după zona deservită.
aeroportul dispune de o singură pistă.